# The Abyssinians
The Abyssinians es un grupo jamaicano de roots reggae, famoso por sus armonías íntimas y la promoción del movimiento Rastafari en sus letras.
El trío vocal se formó originalmente en 1969 por Bernard Collins, Donald Manning y Linford Manning.
Sus canciones más famosas son "Satta Massagana" y "Y Mas Gan", ambas escritas parcialmente en Amárico, el lenguaje etíope. Esta lengua es sagrada para los Rastafaris, quienes creen que el último Emperador de Etiopía, Haile Selassie, el cristo negro.
Otra canción crucial en su carrera es "Declaration of Rights", cuya versión instrumental ("riddim") ha sido versionada en numerosas ocasiones por otros artistas de roots reggae.
The Abyssinians no deben confundirse con la banda de reggae, rocksteady y ska The Ethiopians ya que los nombres de estos dos grupos son sinónimos cuando se usan fuera del contexto musical.

## Discografía
- 1976 : Satta Massagana - Heartbeat
- 1978 : Arise - Tuff Gong
- 1982 : Forward - Alligator
- 1998 : Reunion - Artists Only
- 1998 : Satta Dub - Tabou
- 1998 : Declaration of Dub - Heartbeat
- 1999 : Last Days - Clinch Records
- 2002 : Live in San Francisco - 2b1 II
- 2003 : Abyssinians & Friends Tree of Satta - Blood & Fire

- Datos: Q1535896